# Мій будинок в Умбрії
«Мій будинок в Умбрії» (англ. My House in Umbria) — американський телевізійний фільм-трилер заснований на однойменній книзі Вільяма Тревора.

## Сюжет
В італійському провінційному поїзді вибухає бомба. Загинули та постраждали пасажири лише одного купе у вагоні. Поранена британська письменниця Емілі Делаханті (Меггі Сміт) запрошує двох постраждалих чоловіків та дівчинку яка стала сиротою до свого приватного будинку в італійську Умбрію щоб там разом одужати. За кілька тижнів Емілі викриває злочинця, через якого у поїзді помилково вибухнула бомба

## У ролях
| Актор              | Роль                            |
| ------------------ | ------------------------------- |
| Меггі Сміт         | Емілі Делаханті                 |
| Кріс Купер         | Томас Ріверсміт, дядько дівчини |
| Тімоті Сполл       | Квінті                          |
| Еммі Кларк         | Еймі                            |
| Джанкарло Джанніні | Інспектор Джиротті              |
| Ронні Бейкер       | Генерал                         |
| Бенно Фюрманн      | Вернер                          |
| Ліберо Де Рієнцо   | доктор Інноченті                |